# Amy Baserga
Amy Baserga, född 29 september 2000 i Zürich, är en schweizisk skidskytt som debuterade i Världscupen i skidskytte i mars 2021. . Baserga var mycket framgångsrik som junior med 6 medaljer från junior-VM, varav tre guld.